# Esser Hill
Esser Hill är en kulle i Antarktis. Den ligger i Östantarktis. Nya Zeeland gör anspråk på området. Toppen på Esser Hill är 1 235 meter över havet, eller 173 meter över den omgivande terrängen. Bredden vid basen är 2,5 km.
Terrängen runt Esser Hill är kuperad åt sydost, men åt nordväst är den bergig. Trakten är obefolkad. Det finns inga samhällen i närheten. 